# Stuart Blundell Rawlins
Pour les articles homonymes, voir Blundell et Rawlins.
Stuart Blundell Rawlins est un général britannique durant la Seconde Guerre mondiale.

## Biographie
Il est le fils de James Ernest Rawlins, membre de la cour de justice de Gloucestershire.
En 1916, il s'engage dans l'Artillerie. Durant la Première Guerre mondiale, il est décoré de la Croix militaire.
Entre les deux guerres, il sert avec les forces britanniques à Malte, puis en Inde et en Afrique.
Lors du déclenchement de la Seconde Guerre mondiale, il est officier d'état major de l'Artillerie royale à Aldershot. Son régiment se bat en Afrique de l'Ouest. Il est envoyé en Angleterre en 1943, dans la 3e Division d'infanterie. En 1944, il participe au débarquement de Normandie et à l'offensive des Ardennes.
Il dirige les forces britanniques durant la Libération d'Arnhem.